# The Little Foxes
The Little Foxes (bra: Pérfida; prt: Raposa Matreira) é um filme estadunidense de 1941, do gênero drama histórico, dirigido por William Wyler, estrelado por Bette Davis, e co-estrelado por Herbert Marshall, Teresa Wright e Richard Carlson. O roteiro de Lillian Hellman foi baseado em sua própria peça teatral homônima de 1939. O ex-marido de Hellman, Arthur Kober, assim como Dorothy Parker e seu marido Alan Campbell, contribuíram com cenas e diálogos adicionais.

## Sinopse
Para ascender socialmente, a ambiciosa Regina Giddens (Bette Davis) envolve Alexandra (Teresa Wright), sua própria filha ingênua, numa trama para enganar Horace (Herbert Marshall), seu marido, o que desencadeia uma série de conflitos familiares.

## Elenco
- Bette Davis como Regina Hubbard Giddens
- Herbert Marshall como Horace Giddens
- Teresa Wright como Alexandra "Zannie" Giddens
- Richard Carlson como David Hewitt
- Dan Duryea como Leo Hubbard
- Patricia Collinge como Birdie Hubbard
- Charles Dingle como Ben Hubbard
- Carl Benton Reid como Oscar Hubbard
- Jessie Grayson como Addie
- John Marriott como Cal
- Russell Hicks como William Marshall
- Lucien Littlefield como Manders
- Virginia Brissac como Sra. Hewitt
- Terry Nibert como Julia
- Henry 'Hot Shot' Thomas como Harold
- Charles R. Moore como Simon

## Produção

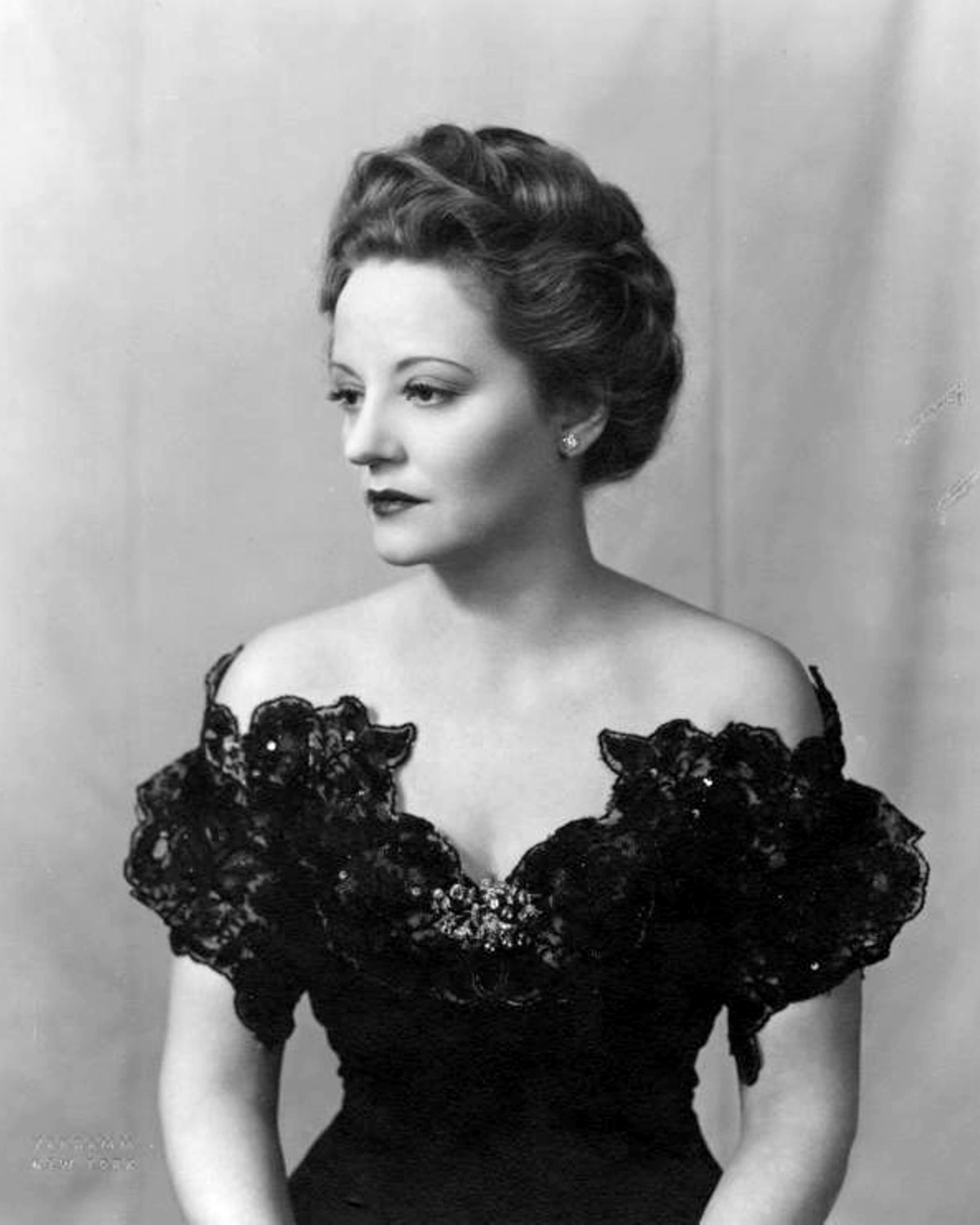
Tallulah Bankhead como Regina Giddens na produção original da Broadway de "The Little Foxes" (1939).

O título do filme vem do capítulo 2, versículo 15 do Cântico de Salomão na versão de Rei Jaime da Bíblia, que diz: "Levai-nos as raposas, as raposinhas, que estragam as vinhas, porque as nossas vinhas têm uvas tenras". A mesma passagem também inspirou o título de um filme não relacionado, "Our Vines Have Tender Grapes" (1945).
Em 1939, Tallulah Bankhead recebeu aclamação crítica por sua performance na produção da Broadway da peça teatral de Hellman, mas o diretor William Wyler, que anteriormente se uniu com Bette Davis em "Jezebel" e "A Carta", insistiu em escalá-la para o papel principal. O produtor Samuel Goldwyn concordou, já que nenhum dos filmes de Bankhead haviam sido sucessos de bilheteria. (Coincidentemente, Davis recriou no cinema outro dos papéis teatrais de Bankhead, Judith Traherne em "Dark Victory"). No entanto, Davis estava relutante: "Em The Little Foxes, implorei ao produtor, Samuel Goldwyn, para deixar Tallulah Bankhead interpretar Regina porque Tallulah estava magnífica nos palcos. Ele não deixou". Inicialmente, Jack L. Warner se recusou a emprestar Davis a Goldwyn, que então ofereceu o papel a Miriam Hopkins. Quando Wyler se recusou a trabalhar com ela, Goldwyn retomou as negociações com a Warner e finalmente conseguiu Davis emprestada pelo valor final de US$ 385.000. Como atriz contratada da Warner Bros., Davis ganhava US$ 3.000 por semana e, quando descobriu quanto Warner havia recebido por sua aparição no filme, ela exigiu e acabou recebendo uma grande parte do pagamento.
Wyler encorajou Davis a ver Bankhead na peça original, o que ela fez apesar de grandes dúvidas. Mais tarde, ela se arrependeu de ter feito isso porque, depois de assistir à atuação de Bankhead e ler o roteiro de Hellman, ela se sentiu compelida a criar uma interpretação totalmente diferente do papel, uma que ela não achava adequada ao personagem. Bankhead havia retratado Regina como uma vítima forçada a lutar por sua sobrevivência devido ao desprezo com o qual seus irmãos a tratavam, mas Davis a interpretou como uma mulher fria, conivente e calculista.
Em sua autobiografia, "A Lonely Life", Davis deu uma versão diferente sobre ter que ver Bankhead na peça original. "Grande admiradora dela, eu não queria de forma alguma ser influenciada por seu trabalho. Era a intenção de Willie que eu desse uma interpretação diferente ao papel. Eu insisti que Tallulah havia o interpretado da única maneira que poderia ser interpretado. A Regina da srta. Hellman foi escrita com tal definição que só poderia ser interpretada de uma maneira". "Tive que fazer esse papel exatamente da maneira que Tallulah fez, porque foi assim que Lillian Hellman a escreveu. Mas sempre fiquei triste que Tallulah não pôde gravar Regina do teatro, porque ela era maravilhosa".

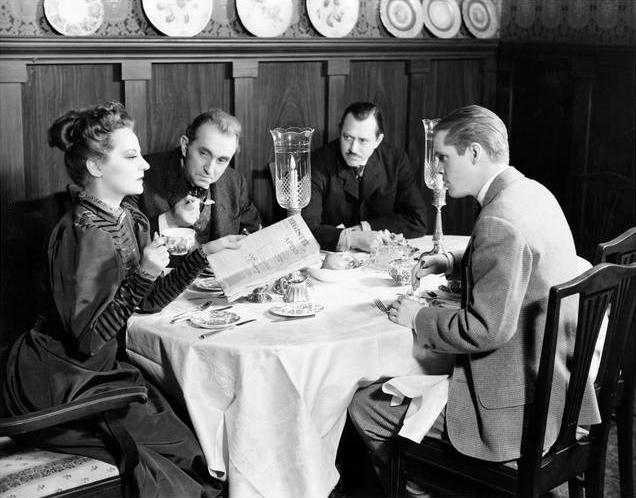
Tallulah Bankhead, Charles Dingle, Carl Benton Reid e Dan Duryea na produção original da Broadway de "The Little Foxes" (1939).

Charles Dingle, Carl Benton Reid, Dan Duryea e Patricia Collinge reprisaram no filme suas aclamadas performances da Broadway. Os críticos preferiram a interpretação de Bankhead à de Davis, embora o elenco de apoio tenha sido muito elogiado. O personagem de David Hewitt não estava na peça original. Hellman o criou com a finalidade de adicionar um segundo homem simpático juntamente de Horace entre todos os homens maldosos.
Davis e Wyler brigavam frequentemente sobre tudo durante as filmagens, desde sua aparência (Wyler achava que ela parecia uma artista de Kabuki, mas Davis queria parecer mais velha do que sua idade real, já que o papel havia sido escrito para uma pessoa de 40 anos), o design do cenário (que Davis achava luxuoso demais para uma família com uma suposta dificuldade financeira), e a sua interpretação do papel (Wyler queria uma Regina mais feminina e simpática, semelhante à interpretação de Tallulah). Davis cedeu às exigências de Wyler durante a produção de "A Carta", mas desta vez ela se manteve firme. Não ajudou a situação o fato de Los Angeles estar passando por sua pior onda de calor em anos, com a temperatura nos estúdios alcançando regularmente mais de 38°C. Davis deixou as gravações. "Foi a única vez em minha carreira que abandonei um filme depois que as filmagens começaram", ela lembrou mais tarde. "Eu estava uma pilha de nervos devido ao fato de que meu diretor favorito e mais admirado estava brigando comigo a cada centímetro do caminho ... Eu simplesmente não queria continuar". A atriz refugiou-se em sua casa alugada em Laguna Beach e "recusou-se categoramente a voltar ao trabalho. Foi necessário um pouco de coragem, para dizer o mínimo. Goldwyn tinha o poder de me processar por todo o custo da produção". Uma semana depois, ela voltou ao set depois que começaram a circular rumores de que seria substituída por Katharine Hepburn ou Miriam Hopkins, embora Goldwyn não estivesse disposto a arcar com as despesas de descartar todas as filmagens com Davis e refilmar as cenas com uma nova atriz. Embora o filme tenha sido um sucesso comercial e de crítica, sendo indicado a nove prêmios do Oscar, ela e Wyler nunca mais trabalharam juntos. O filme estreou no Radio City Music Hall, em Nova Iorque. O The New York Times relatou que a produção foi vista por 22.163 pessoas em seu dia de abertura, definindo o que foi então um marco de audiência para um dia normal de estreia em um cinema.
Em 1946, Hellman escreveu a peça "Another Part of the Forest", uma prequência à "The Little Foxes". A peça teatral foi transformada em um filme homônimo em 1948.
Em 2003, a personagem Regina Giddens, interpretada por Davis, foi classificada em 43.º lugar na lista dos 50 maiores vilões do cinema estadunidense, de acordo com o Instituto Americano de Cinema.

## Recepção

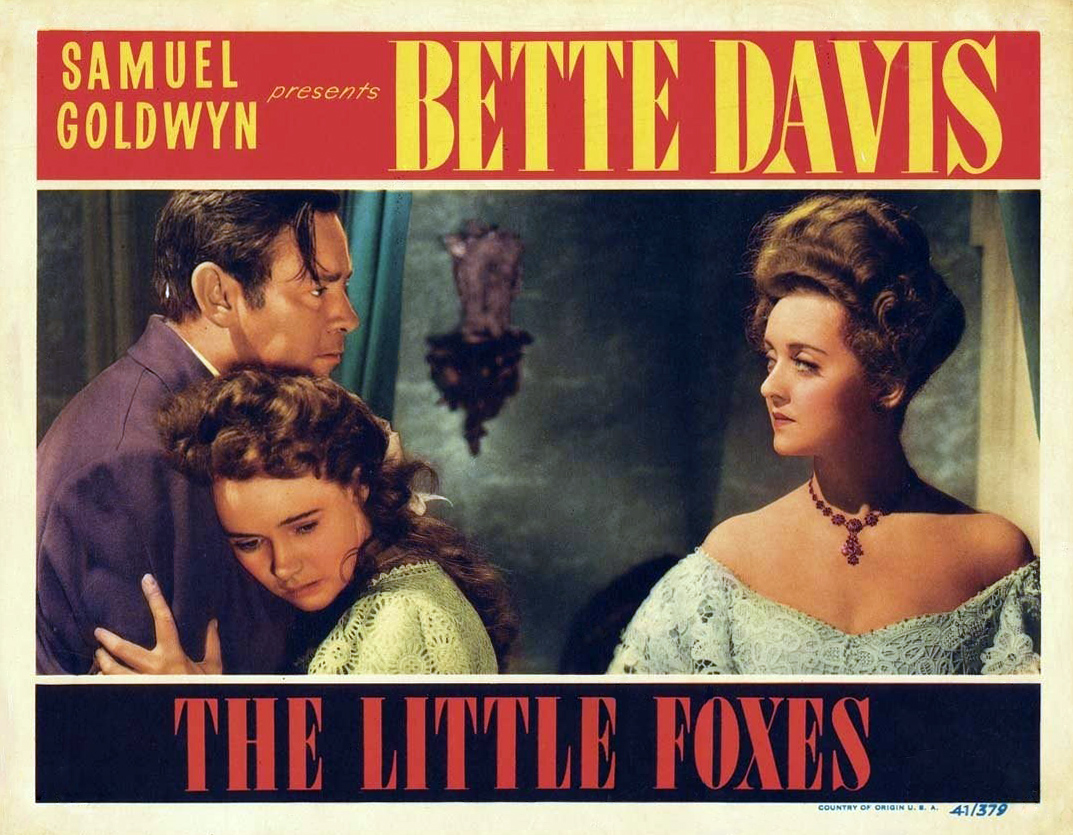
Lobby card do filme.

Em sua crítica para o The New York Times, Bosley Crowther observou:
"O melodrama sombrio e maligno de Lillian Hellman ... foi agora traduzido para a tela com toda a sua perversidade original intacta ... [A produção] salta para a frente como o filme mais mordaz e sinistro do ano e como um dos estudos de personagem mais cruelmente realistas já mostrados na tela ... O Sr. Wyler, com a ajuda de Gregg Toland, usou a câmera para varrer a miríade de pequenos detalhes de uma casa malva decadente e as facetas mais indicativas dos muitos personagens ... A performance da senhorita Davis no papel que Tallulah Bankhead interpretou tão descaradamente no palco é abundante com cor e humor ... Ela ocasionalmente deixa sair uma imitação inconfundível de sua antecessora ... Melhor do que isso, no entanto, são os outros membros do elenco. Charles Dingle como o irmão Ben Hubbard, o mais velho e astuto do clã de cobras, é o vilão perfeito em trajes respeitáveis. Carl Benton Reid como o irmão Oscar é magnificamente sombrio, taciturno e pouco confiável. Patricia Collinge repete sua excelente performance dos palcos ... The Little Foxes não aumentará sua admiração pela humanidade. É frio e cínico. Mas é um filme muito emocionante para assistir de uma maneira confortavelmente objetiva, especialmente se você gosta de esfaquear os outros pelas costas".
A revista Variety disse:
"Desde Bette Davis estrelando até os papéis menores interpretados por atores negros, a atuação é quase perfeita ... Marshall apresenta uma de suas melhores performances ... Além do ritmo suave, Wyler lidou com cada detalhe com um toque agudamente dramático".

### Bilheteria
De acordo com os registros da RKO Radio Pictures, o filme arrecadou US$ 1.317.000 nacionalmente e US$ 850.000 no exterior, totalizando US$ 2.167.000 mundialmente. Por causa dos termos favoráveis que Sam Goldwyn desfrutou com a RKO, o filme registrou uma perda de US$ 140.000.

## Prêmios e homenagens
| Ano  | Cerimônia                | Categoria                                     | Indicado                                      | Resultado |
| ---- | ------------------------ | --------------------------------------------- | --------------------------------------------- | --------- |
| 1941 | National Board of Review | Top Ten Films (Os Dez Melhores Filmes do Ano) | Top Ten Films (Os Dez Melhores Filmes do Ano) | 3.º Lugar |
| 1941 | National Board of Review | Melhor atuação                                | Patricia CollingeBette Davis                  | Venceu    |
| 1942 | Oscar                    | Melhor filme                                  | Samuel Goldwyn                                | Indicado  |
| 1942 | Oscar                    | Melhor diretor                                | William Wyler                                 | Indicado  |
| 1942 | Oscar                    | Melhor atriz                                  | Bette Davis                                   | Indicado  |
| 1942 | Oscar                    | Melhor atriz coadjuvante                      | Patricia CollingeTeresa Wright                | Indicado  |
| 1942 | Oscar                    | Melhor roteiro adaptado                       | Lillian Hellman                               | Indicado  |
| 1942 | Oscar                    | Melhor direção de arte                        | Stephen Goosson & Howard Bristol              | Indicado  |
| 1942 | Oscar                    | Melhor montagem                               | Daniel Mandell                                | Indicado  |
| 1942 | Oscar                    | Melhor trilha sonora                          | Meredith Willson                              | Indicado  |

O filme recebeu 9 indicações ao Oscar, mas não ganhou em nenhuma categoria, estabelecendo um recorde posteriormente empatado por "Peyton Place" em 1957. O registro foi superado por "The Turning Point" em 1977, e por "A Cor Púrpura" em 1985 – com ambos sendo indicados em onze categorias e não ganhando nenhuma.

## Adaptação para a rádio
"The Little Foxes" foi apresentado em 11 de fevereiro de 1946, no Screen Guild Theatre. A adaptação de 30 minutos estrelou Davis, Wright e Dingle em seus papéis do filme. Tallulah Bankhead (reprisando seu papel na Broadway) também fez uma adaptação para a rádio.

## Na cultura popular
Em 1975, o oitavo episódio da nona temporada de "The Carol Burnett Show" apresentou uma paródia do filme chamado "The Little Foxies", com Carol Burnett como Virgina Grubber Gibbons, Roddy McDowall como Morris Gibbons, Harvey Korman como Bosco Grubber, Vicki Lawrence como Burly Grubber e Tim Conway como Theo Grubber.